# Киргизстан на Олімпійських іграх
Киргизстан бере участь в Олімпійських іграх з 1994 року. Раніше киргизькі спортсмени висутпали під прапорами СРСР та, в 1992, об'єднаної команди. 

## Медалісти
| Медаль | Спортсмен         | Ігри        | Вид спорту | Дисципліна                   |
| ------ | ----------------- | ----------- | ---------- | ---------------------------- |
| Бронза | Айдин Смагулов    | Сідней 2000 | дзюдо      | чоловіки, надлегка категорія |
| Срібло | Канатбек Бегалієв | Пекін 2008  | боротьба   | греко-римська, до 66 кг      |
| Бронза | Руслан Тюменбаєв  | Пекін 2008  | боротьба   | греко-римська, до 60 кг      |

### Медалі за видами спорту
| Вид спорту | Золото | Срібло | Бронза | Загалом |
| Боротьба   | 0      | 1      | 1      | 2       |
| Дзюдо      | 0      | 0      | 1      | 1       |
| Усього     | 0      | 1      | 2      | 3       |